# Манія величі

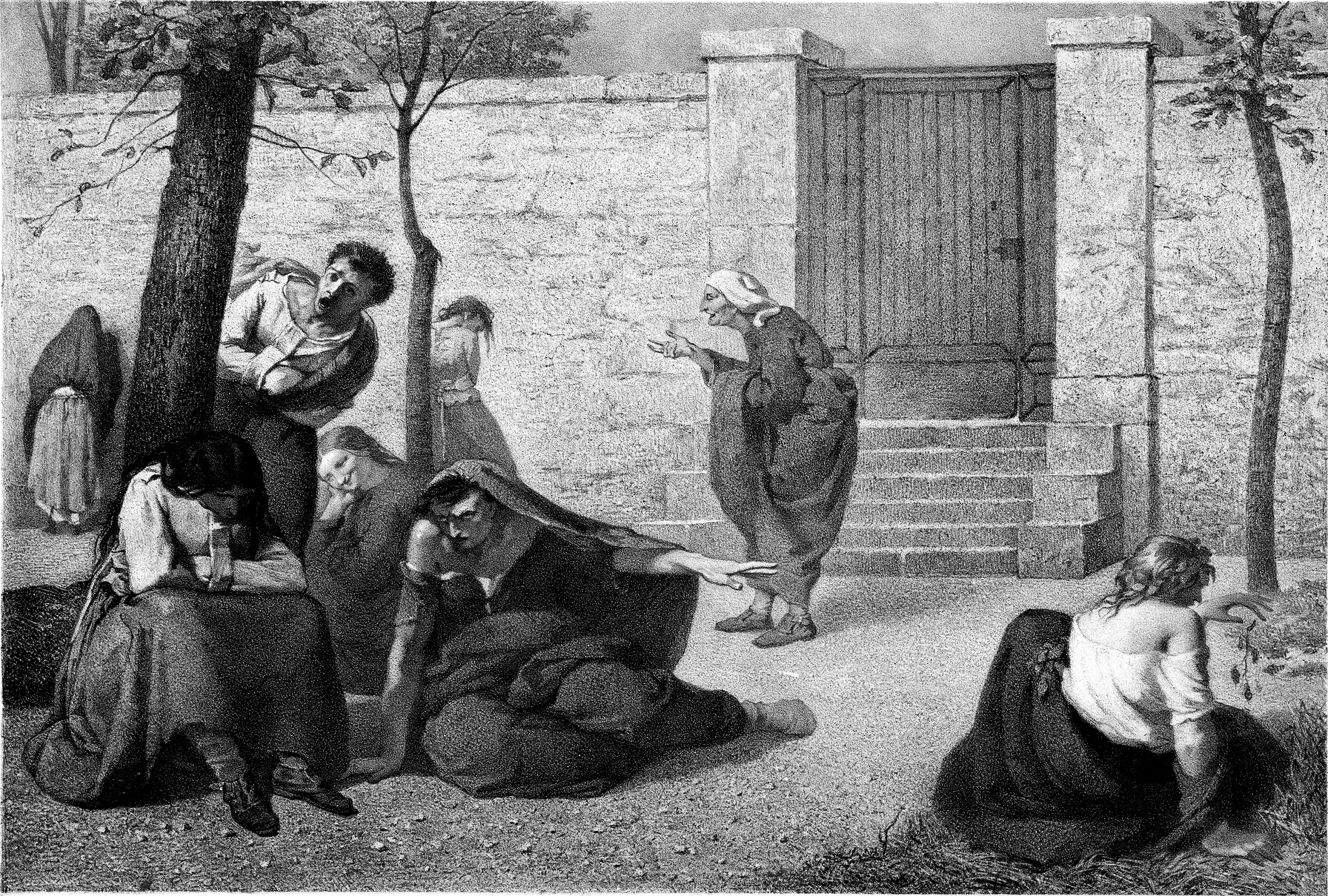
1857 літографський відбиток зроблений Арманом Готьє, що показує уособлення божевілля, манії величі, маніакального синдрому, меланхолії, уродженого слабоумства, галюцинації, еротоманії та паралічу в садах госпіталю Пітьє-Сальпетрієр

Манія величі (мегаломанія) — психопатологічний стан людини, вид маячення, що характеризується ілюзорними фантазіями щодо наявності в неї надзвичайної сили, актуальності, всемогутності, а також завищеної самооцінки. Історично термін «мегаломанія» застосовувався для позначення психічного розладу, що проявлявся в самозакоханості. Термін «манія величі» вперше використав Гайнц Когут у 1968 році, зараз «мегаломанія» є тотожним за значенням терміном.

## Етимологія
Слово «мегаломанія» походить з грецької мови μεγαλο- (мегало-) - «великий, значний», та μανία (манія) — «душевний розлад, божевілля». Англійською мовою термін «мегаломанія» (megalomania) вперше було вжито у 1890 році під час перекладу французького слова mégalomanie.

## Дослідження

### Ранній Фрейдизм

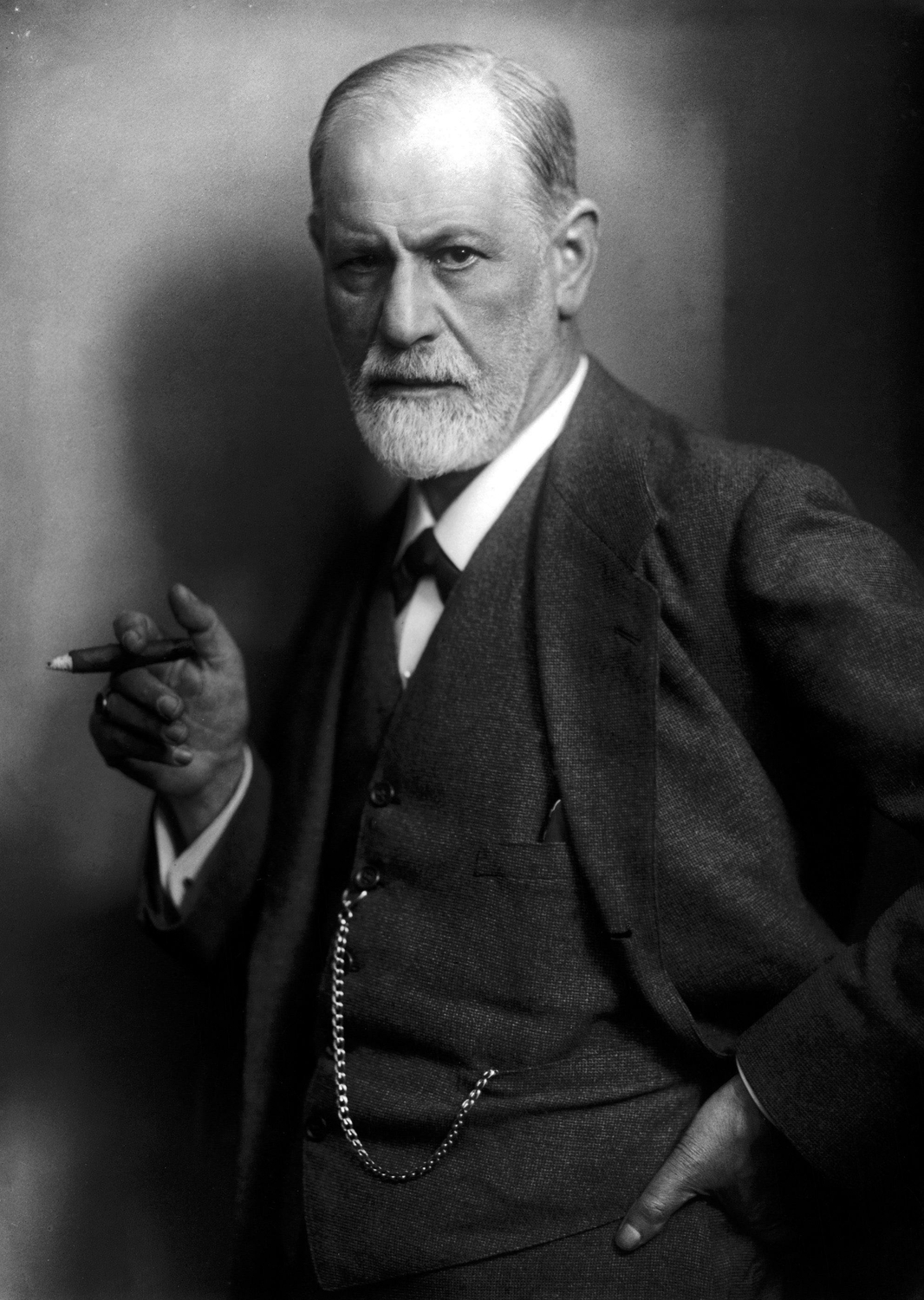
Зігмунд Фрейд

Зигмунд Фрейд вважав, що невропатичне почуття всемогутності у дорослої людини є відбитком манії величі, що була притаманна особі ще у ранньому дитинстві. Він також стверджував, що «ми можемо помітити елемент мегаломанії у великій кількості інших форм параноїдних розладів».
Ермунд Берглер також схилявся до думки про те, що манія величі є природним явищем у дитячому віці, а в старшому віці вона лише активізується та досягає свого піку.

### Зв'язок з іншими дослідженнями
В той час, як Фрейд вважав «манію величі» психологічною хворобою, то в другій половині ХХ ст. вчені дослідили, що це — не захворювання, а так званий захисний механізм психіки, що й лягло в основу терапії. Такий підхід заснований на вченнях Хайнца Кохута, американського психоаналітика, на противагу Кернбергу, який вважав «манію величі» паталогічним викривленням розвитку.

### Сьогодення
Симптом паталогії манії величі слугує своєрідним захистом від щоденних втрат. Якщо люди з симптомами цієї хвороби працюють на таких засадах як військовослужбовці, політики чи інші сфери зайнятості, то під час напруженого графіку роботи у них можуть виникати головні болі.

## Терапія
Оскільки цю хворобу недостатньо вивчено та люди, в яких вона виявлена, не хочуть цього визнавати, то лікування її не досить ефективне. Єдиним оптимальним рішенням може бути розмова між пацієнтом та психіатром, під час якої можна виявити причини виникнення хвороби та шляхи її усунення.

## Додаткова література
- Robbins, John. Ecclesiastical Megalomania: The Economic and Political Thought of the Roman Catholic Church ISBN 0-940931-78-8  (1999)
- Roberts, John Megalomania: Managers and Mergers (1987)
- Rose, Larken How to Be a Successful Tyrant: The Megalomaniac Manifesto (2005)
- Rosenfeid, Israel Freud's Megalomania: A Novel (2001)
- Sleigh A Hitler: a study in megalomania Canadian Psychiatric Association Journal 1966 Jun;11(3):218-9.
- Tretiack, Philippe Megalomania: Too Much is Never Enough (2008)